# Clásicos en Alcalá
Clásicos en Alcalá es el festival de artes escénicas de la Comunidad de Madrid, que se celebra anualmente en Alcalá de Henares desde el año 2001. Con ocasión de su 20 edición, en 2021 se transformó en el Festival Iberoamericano del Siglo de Oro de la Comunidad de Madrid. Clásicos en Alcalá “con la vocación de convertirse en el máximo representante del Teatro del Siglo de Oro español hecho en nuestro tiempo, y construir un puente de colaboración cultural internacional con Iberoamérica”. En 2025 fue renombrado como Festival Hipanoamericano del Siglo de Oro de la Comunidad de Madrid. Clásicos en Alcalá.

## Objetivo
Clásicos en Alcalá pretende acercar, mediante las artes escénicas, el legado de las obras clásicas a todos los públicos; tanto con montajes convencionales como de vanguardia, con representaciones teatrales en salas de espectáculos, y en las calles y plazas de Alcalá de Henares. Es una muestra del panorama teatral, incluyendo otras artes como la música, la danza, la poesía o el cine, con una variada programación artística profesional y aportaciones del teatro aficionado.
En el Festival participan compañías nacionales e internacionales, con estrenos absolutos de algunos espectáculos. El certamen normalmente se celebra en junio y primeros de julio; organizado y producido por el Ayuntamiento de Alcalá de Henares y la Comunidad de Madrid. La relación de sus directores artísticos incluye a: María Ruiz, Pablo Nogales Herrera, Carlos Aladro, Darío Facal, Ernesto Arias y Mariano de Paco Serrano.

## Programación

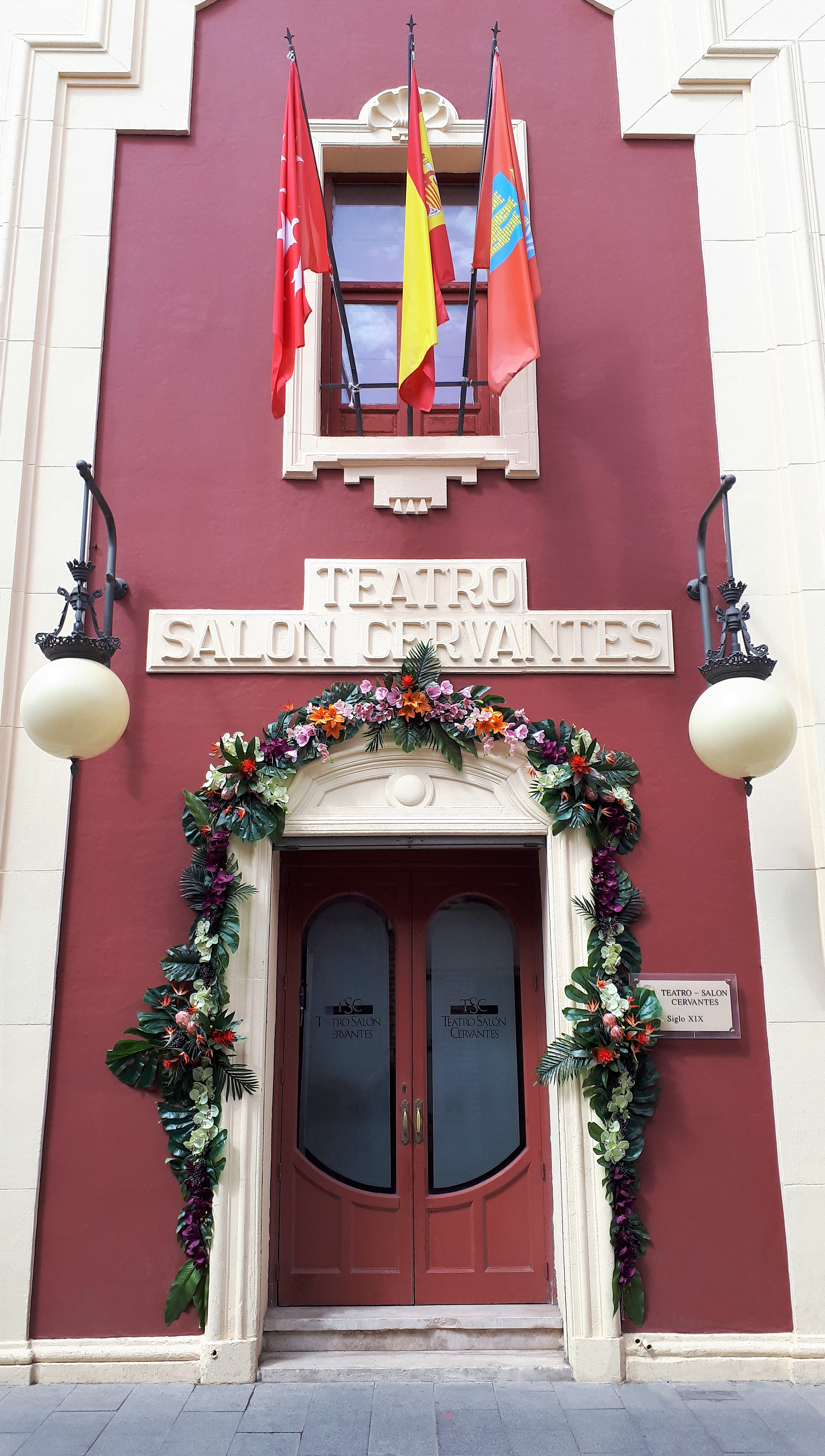
Teatro Salón Cervantes decorado para Clásicos en Alcalá.

El festival cuenta con una programación muy variada. Se presentan unos 90 espectáculos con propuestas escénicas ortodoxas y otras más arriesgadas, con ideas estéticas de toda índole. Entendiendo el concepto “clásicos” en su sentido más amplio, ofreciendo visiones diferentes sobre textos, mitos, autores e historias anteriores al siglo XX, que incluye:
- Teatro clásico y vanguardista; inmersivo y musical[7]
- Teatro de calle: pasacalles, música, danza y circo[8]
- Talleres teatrales[9]
- Recitales de poesía[10]
- Danza[11][12]
- Música en directo desde ópera hasta moderna, incluyendo la étnica[13][14]
- Cine[15]
- Jornadas académicas[16]
- Exposiciones[17]
- Presentación de libros[18]
- Coloquios[19]
- Academia de espectadores[20]

## Escenarios

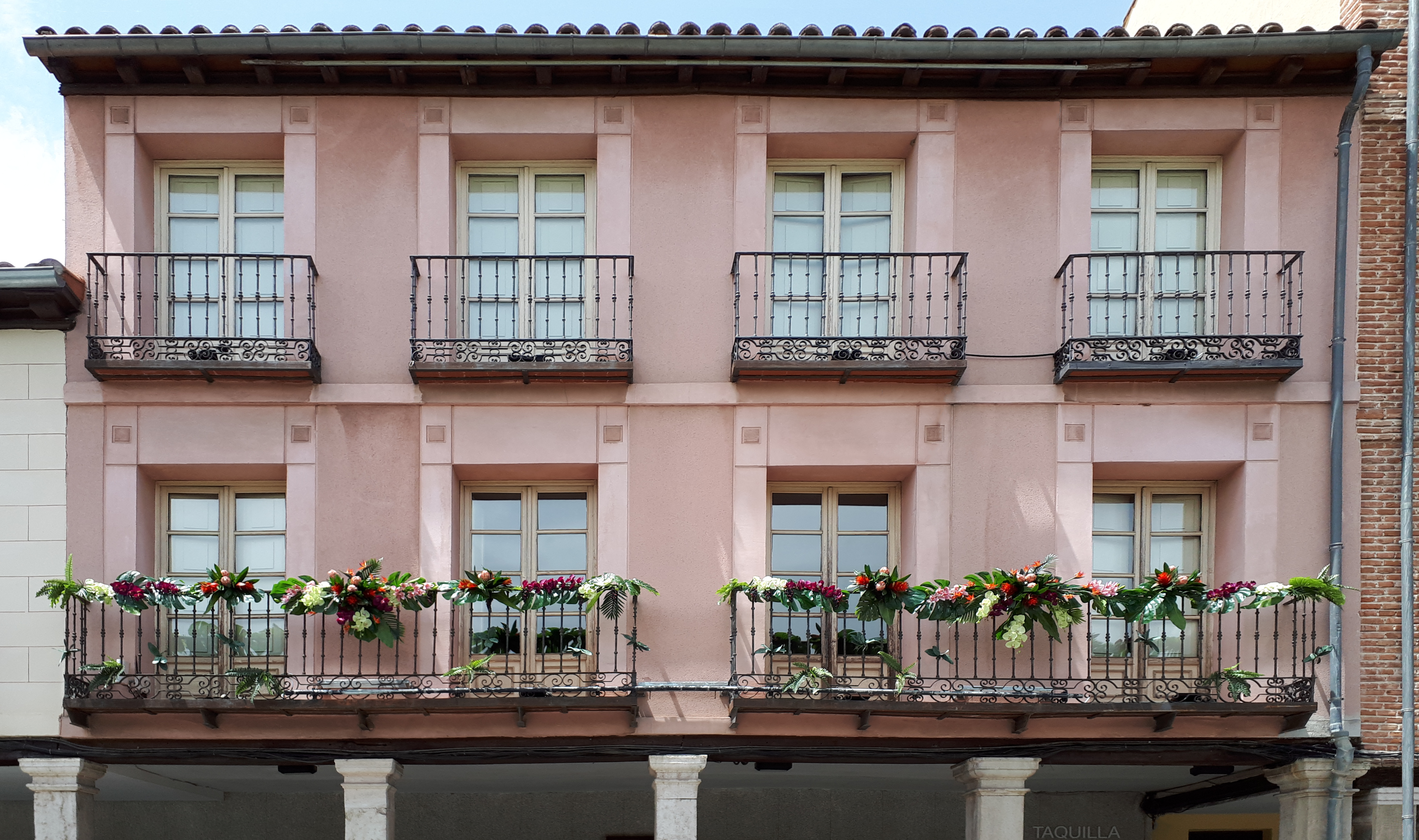
Corral de Comedias de Alcalá decorado para Clásicos en Alcalá.

Dispone de variados escenarios, tanto al aire libre como en espacios cerrados:
- Antiguo Hospital Santa María la Rica
- Auditorio de Gilitos
- Auditorio Paco de Lucía
- Capilla del Oidor
- Capilla de San Ildefonso
- Casco Histórico de Alcalá
- Corral de Comedias de Alcalá
- Hospital de Antezana
- Huerta del Obispo del Palacio Arzobispal
- Monasterio Cisterciense de San Bernardo
- Museo Casa Natal Miguel de Cervantes
- Plaza de Cervantes
- Plaza de las Bernardas
- Plaza del Palacio
- Paraninfo de la Universidad de Alcalá
- Teatro Salón Cervantes
- Universidad Cisneriana

## Representaciones anuales
| Año  | Edición | Director                    | Celebración                                  | Eslogan                 | Cartel |
| ---- | ------- | --------------------------- | -------------------------------------------- | ----------------------- | ------ |
| 2001 | I       | María Ruiz                  | Del 15 al 24 de junio                        |                         |        |
| 2002 | II      | Pablo Nogales Herrera       | Del 21 al 30 de junio                        |                         |        |
| 2003 | III     | María Ruiz                  | Del 5 al 15 de junio                         |                         |        |
| 2004 | IV      | Pablo Nogales Herrera       | Del 17 al 27 de junio                        |                         |        |
| 2005 | V       | Pablo Nogales Herrera       | Del 16 al 26 de junio                        |                         |        |
| 2006 | VI      | Pablo Nogales Herrera       | Del 15 de junio al 2 de julio                |                         |        |
| 2007 | VII     | Pablo Nogales Herrera       | Del 14 de junio al 1 de julio                |                         |        |
| 2008 | VIII    | Pablo Nogales Herrera       | Del 12 al 29 de junio                        |                         |        |
| 2009 | IX      | Pablo Nogales Herrera       | Del 10 al 28 de junio                        | Siempre vivos           |        |
| 2010 | X       | Pablo Nogales Herrera       | Del 17 de junio al 4 de julio                | Diez años. Felicidades  |        |
| 2011 | XI      | Pablo Nogales Herrera       | Del 16 de junio al 3 de julio                | Fruta de temporada      |        |
| 2012 | XII     | Pablo Nogales Herrera       | Del 14 de junio al 1 de julio                | Me gustan               |        |
| 2013 | XIII    | Pablo Nogales Herrera       | Del 12 al 30 de junio                        | Es tiempo               |        |
| 2014 | XIV     | Pablo Nogales Herrera       | Del 12 de junio al 6 de julio                | Te gustan               |        |
| 2015 | XV      | Pablo Nogales Herrera       | Del 11 de junio al 5 de julio                | Clásicos para todos     |        |
| 2016 | XVI     | Pablo Nogales Herrera       | Del 9 de junio al 3 de julio                 | Me gustan               |        |
| 2017 | XVII    | Carlos Aladro               | Del 15 de junio al 9 de julio                | Alma de mal             |        |
| 2018 | XVIII   | Carlos Aladro               | Del 14 de junio al 8 de julio                | Tempus fugit            |        |
| 2019 | XIX     | Darío Facal y Ernesto Arias | Del 13 de junio al 7 de julio                |                         |        |
| 2020 |         |                             | Festival anulado por la pandemia de COVID-19 |                         |        |
| 2021 | XX      | Mariano de Paco Serrano     | Del 10 de junio al 4 de julio                | ¡Florecen los clásicos! | [ 43 ] |
| 2022 | XXI     | Mariano de Paco Serrano     | Del 9 de junio al 3 de julio                 | ¡Saborea los Clásicos!  |        |
| 2023 | XXII    | Mariano de Paco Serrano     | Del 9 de junio al 2 de julio                 | ¡Exprime los Clásicos!  |        |
| 2024 | XXIII   | Clara Pérez                 | Del 14 de junio al 7 de julio                | Vuelan los clásicos     | [ 51 ] |
| 2025 | XXIV    | Clara Pérez                 | Del 12 de junio al 5 de julio                | Sueña los clásicos      | [ 55 ] |

## Premio Fuente de Castalia

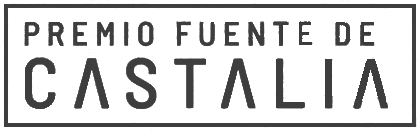
Logotipo del Premio Fuente de Castalia

La Comunidad de Madrid otorga anualmente el Premio Fuente de Castalia, en el marco del festival Clásicos en Alcalá, desde 2006. Esta distinción se entrega para reconocer a “aquellas personas o instituciones que a lo largo de su trayectoria vital o profesional hayan ejercido su talento y su trabajo para propiciar el deleite de los otros”, destaca así "la labor de una institución, entidad o persona cuyo trabajo haya sobresalido en la recuperación del teatro clásico, en la puesta en valor de la literatura áurea, o en la creación de nuevos públicos para el teatro clásico."

## Exposiciones

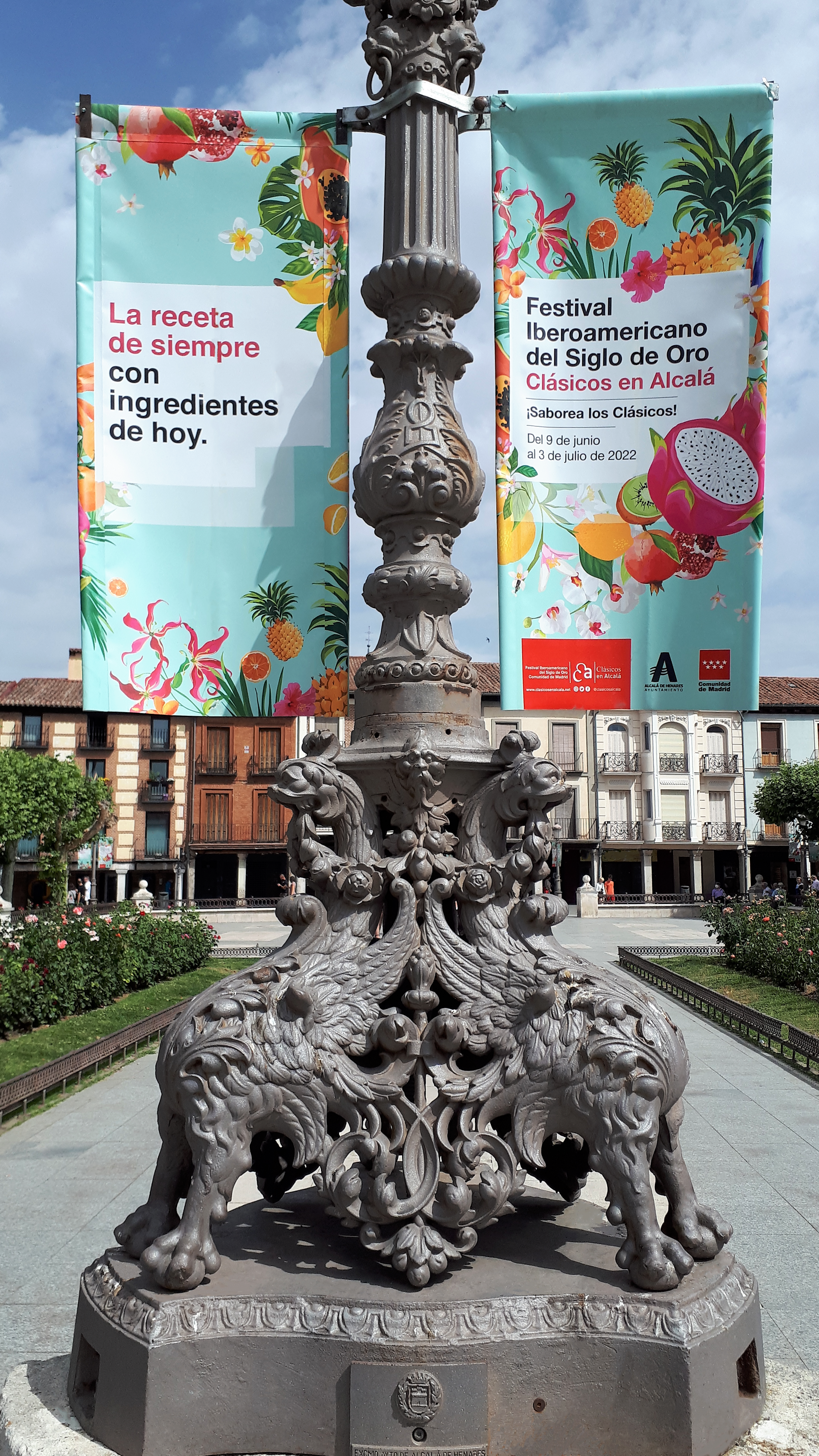
Carteles de Clásicos en Alcalá 2022 en una farola de la plaza de Cervantes.

- 2025: Actores sin alma: mil años de figuras en escena. Capilla del Oidor.[57][58]
- 2024: Al aire joven de los clásicos. Modesto Higueras de la Barraca al T.E.U. Museo Casa Natal de Cervantes.[59]
- 2024: El escenario de la ilusión. La maquinaria teatral barroca. Exposición de máquinas teatrales. Capilla del Oidor.[60]
- 2023: Anaqronías. Fotografías de Juan Cerón sobre personajes femeninos de El Quijote. Museo Casa Natal de Cervantes.[61]
- 2022: Treinta caras de Cervantes. Una exposición del Instituto Quevedo de las Artes del Humor. Corral de Comedias de Alcalá.[62]
- 2022: Anaqronias, fotografías de Juan Cerón. Teatro Salón Cervantes.[63]
- 2022: Otras ediciones cervantinas. Museo Casa Natal de Cervantes.[64]
- 2022: Lope de Vega 1622. Cuatro españoles y un santo. Casa-Museo de Lope de Vega.[65]
- 2021: 2001-2021. 20 años del Festival “Clásicos en Alcalá”. Pablo Nogales (comisario).[66]
- 2021: Cervantes en la escena europea de los siglos XX y XXI. Emilio Peral Vega (comisario).[67]
- 2021: Viñetas y caricaturas de Quevedo. Juan García Cerrada (comisario).[68]
- 2020: Exposición virtual “Carteles del Festival de Teatro Clásicos en Alcalá”[69]
- 2008: José Hernández y el teatro. Alcalá de Henares, Capilla del Oidor. 06/06 a 31/08/2008.

## Ciclos de conferencias
- 2025: Aula Internacional del Siglo de Oro. Ignacio Rodulfo Hazen (dirección).[70]
- 2025: El teatro de Cervantes. Palabra y escena. Luciano García Lorenzo (director).[71]
- 2024: Clásicos y modernos: del Siglo de Oro a un tiempo de algoritmos. Luciano García Lorenzo (director).[72]
- 2023: Jornadas de Teatro del Siglo de Oro. La representación dramática en el Siglo de Oro. Luciano García Lorenzo (director).[73]
- 2022: Jornadas de Teatro del Siglo de Oro Español. 90 años de La Barraca. Hacia un Teatro Clásico en escena. Luciano García Lorenzo (director).[74]
- 2022: Otras miradas. El Siglo de Oro visto por mujeres de hoy. Amaranta Osorio (organizadora).[75]
- 2021: Jornadas de teatro español del Siglo de Oro. Luciano García Lorenzo (director).[76]

## Publicaciones
- 2015: Cuaderno de José Antonio Rayón relatando la historia del Corral de Comedias desde 1601 hasta 1832. Ayuntamiento de Alcalá de Henares. Edición facsímil de 1999 (se acompaña de una transcripción paleográfica del texto).
- 2012: Ron Lalá. Siglo de Oro, siglo de ahora (Folía). Festival Clásicos en Alcalá. Estrenada en el Corral de Comedias de Alcalá de Henares el 21 de junio de 2012.
- 2011: Eduardo Galán. La Celestina (adaptación). Festival Clásicos en Alcalá y Secuencia 3. Estrenada en el Teatro Salón Cervantes el 17 de junio de 2011.
- 2011: Juana Inés de la Cruz. Los empeños de una casa. Festival Clásicos en Alcalá. Versión de Karmele Aranburu y dirección de Juan Polanco. Estrenada por La Academia del Verso de Alcalá el día 24 de junio de 2011.

## Reconocimiento
- 2025-01-13: Medalla de Oro de las Artes Escénicas por la Academia de las Artes Escénicas de España.[77][78]

## Véase también

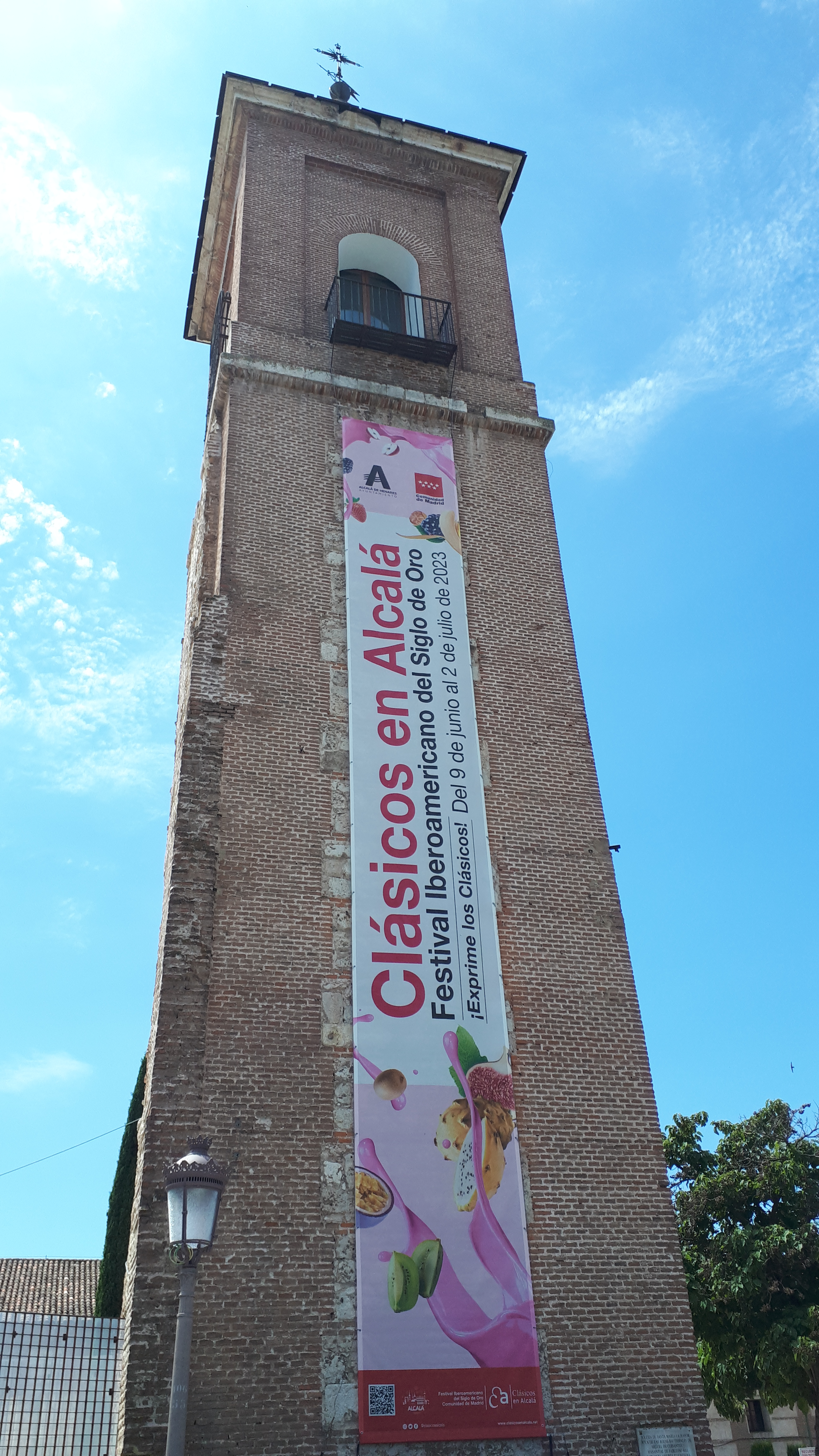
Cartel de Clásicos en Alcalá 2023, en la Torre de Santa María de la plaza de Cervantes.